# 倉内沙莉
倉内 沙莉（くらうち さり、1992年3月31日 - ）は、日本の女優、ファッションモデル、グラビアアイドル。
愛知県出身。スノーラビッツプロモーション所属。

## 人物・略歴
- ニックネームは『さりんこ』。
- ファッション雑誌『melon』の専属モデルとして活躍、現在は卒業。
- 趣味は絵を描くこと、文章を書くこと。自身のイラストと4コマ漫画を所属事務所のウェブサイトにて公開している。また、イラストをオフィシャルブログでも公開している。
- 趣味兼特技が勉強で、「芸能界のお仕事をしていなかったら、勉強して歯医者さんになりたかった」（『ビッグコミックスピリッツ』にて）、「裏特技は勉強」（本人ブログにて）とのこと。
- 付箋、メモ帳、ファイル等、「かわいすぎて使えない」という現象が起きるという。（本人ブログ）
- 特技は利き水、着物所作、鉄球まわしアクション。
- 電子辞書に収録されている四字熟語をすべて暗記している。（本人ブログにて）
- 電子辞書に収録されていることわざもすべて暗記している。（本人ブログにて）
- 好きな食べ物は和菓子。特にあんこ部分が好き。
- よく聴く音楽は1970年から80年代のJポップで、人前で歌唱する時は「セシル」を歌うとのこと。
- 2006年、YS乙女学院（ヤングサンデー乙女学院）に出席番号3学期-01でエントリー。[1]
- 2010年3月6日、日出中学校・高等学校（通信制）を卒業した。
- 2010年、東京大学理科二類を受験したが不合格となった。
- 2011年、一年間の浪人を経て、前期日程にて東京大学理科二類を再び受験し不合格となったが、後期日程で他の国立大学に合格。
- 2011年4月以降、国立大学（大学名は非公開）に通っている。

## 主な出演

### 雑誌
- 『melon』（専属モデル）祥伝社
- 『ビッグコミックスピリッツ』2007.4.9.No.19号（『のぞき屋』出演関連巻末グラビア）小学館
- 『別冊フレンド』講談社
- 『ヤングガンガン』（表紙）スクウェア・エニックス
- 『ビッグコミックスピリッツ』2010.9.20.No.40号（『BECK』出演関連巻末グラビア）小学館
- 『ディズニーファン』講談社

### 映画
- 水霊縁起録（2006年5月27日公開、トルネード・フィルム）里香役
- DEATH FILE（2006年10月27日公開、フォーサイド・ドット・コム）石井かほ役
- さくらん（2007年2月24日公開、アスミック・エース）お染役
- 口裂け女2（2008年3月22日公開、ジョリー・ロジャー）田中役
- お姉チャンバラTHE MOVIE（2008年4月26日公開、ジョリー・ロジャー）神谷麻美役
- 花のあすか組 NEO!（2009年4月25日公開、GPミュージアムソフト(現：オールインエンタテインメント)）巳姫正子役
- BECK（2010年9月4日公開、松竹）益岡弘美役

### テレビ
- 心霊探偵 八雲（テレビ東京）7・8話　橋本留美役
- しにがみのバラッド。（テレビ東京）6話　美智子役
- トミカヒーロー レスキューフォース（テレビ東京）25話　かじかみさと役
- のぞき屋（2007年4月2日 - 7月2日、テレビ東京）レギュラー　小野田リン役
- ビットワールド（NHK教育）立野カオル役
- 純と愛（2012年11月、NHK総合ほか）45話　若い女役

### DVD
- 心霊写真部（2010年、ハピネット）一ノ谷玲花 役